# William Medley
William Francis Medley (ur. 17 września 1952 w Loretto, Kentucky) – amerykański duchowny katolicki, biskup Owensboro w metropolii Louisville od 2010.

## Życiorys
Ukończył Bellarmine College w Louisville i seminarium duchowne w St. Meinrad w Indianie. 22 maja 1982 otrzymał święcenia kapłańskie z rąk abpa Thomasa Kelly'ego OP i został kapłanem archidiecezji Louisville. Pracował przez wiele lat w różnych parafiach, był też dyrektorem Biura ds. Duchowieństwa w kurii archidiecezjalnej. W latach 1993–2005 proboszcz konkatedry św. Józefa w Bardstown (była to pierwotna katedra archidiecezji Louisville, wcześniej, do 1841, diecezji Bardstown). Za jego kadencji kościół ten został podniesiony do rangi bazyliki. Po roku 2005 zasiadał m.in. w kolegium konsultorów, Komisji ds. Planowania i był proboszczem w Louisville.
15 grudnia 2009 otrzymał nominację na ordynariusza diecezji Owensboro w Kentucky. Sakry udzielił mu ówczesny metropolita Joseph Kurtz.